# 八千穂駅
八千穂駅（やちほえき）は、長野県南佐久郡佐久穂町大字穂積にある、東日本旅客鉄道（JR東日本）小海線の駅である。

## 歴史
- 1919年（大正8年）3月11日：佐久鉄道 羽黒下・小海間の開通と同時に、佐久穂積駅（さくほづみえき）として開業[1]。旅客・貨物の取り扱いを開始[2]。
- 1925年度（大正14年度）：森林鉄道（穂積林道）が開設（駅前 - 八千穂貯木場）。昭和18年度全廃[3]
- 1933年（昭和8年）6月29日：小海駅に留置していたガソリンカーが運転士のハンドブレーキのかけ忘れのため無人のまま下り坂を逸走した。これに気付いた小海駅長は佐久穂積駅に連絡。佐久穂積駅には学生で満載のガソリンカーが停車中でこれとの衝突を避けるため、ポイント切り換えして側線へ誘導した結果、逸走車は車止めを突き破り駅舎へ激突して半壊し、待合室にいて逃げ遅れた女性1名が軽傷を負う[4]。
- 1934年（昭和9年）9月1日：佐久鉄道を国有化し、鉄道省小海北線（→小海線）に編入[5]。同線の駅となる[6]。
- 1959年（昭和34年）10月1日：八千穂駅に改称[1]。
- 1970年（昭和45年）10月1日：貨物の取り扱いを廃止[7]。
- 1971年（昭和46年）2月5日：業務委託駅となる[8][9]。
- 1984年（昭和59年）2月1日：荷物の扱いを廃止[7]。
- 1985年（昭和60年）3月：業務委託を解除して、直営駅に戻る[9]。
- 1987年（昭和62年）4月1日：国鉄分割民営化により、JR東日本の駅となる[10]。
- 1991年（平成3年）：簡易委託駅となる[11]。
- 2020年（令和2年）10月12日：ATACSを応用した地方交通線向け列車制御システム（無線式列車制御システム）の導入[12][13]に伴い、交換設備を廃止。

## 駅構造
単式ホーム1面1線を持つ地上駅である。木造駅舎を有する。かつては相対式ホーム2面2線であったが、無線式列車制御システム導入に合わせて上り線ホームが廃止されたため、現在は旧下り線ホームに両方向の列車が発着する。側線が1本あり、保線機械などの留置が行われることがある。
簡易委託駅で、佐久穂町が窓口業務を受託する。

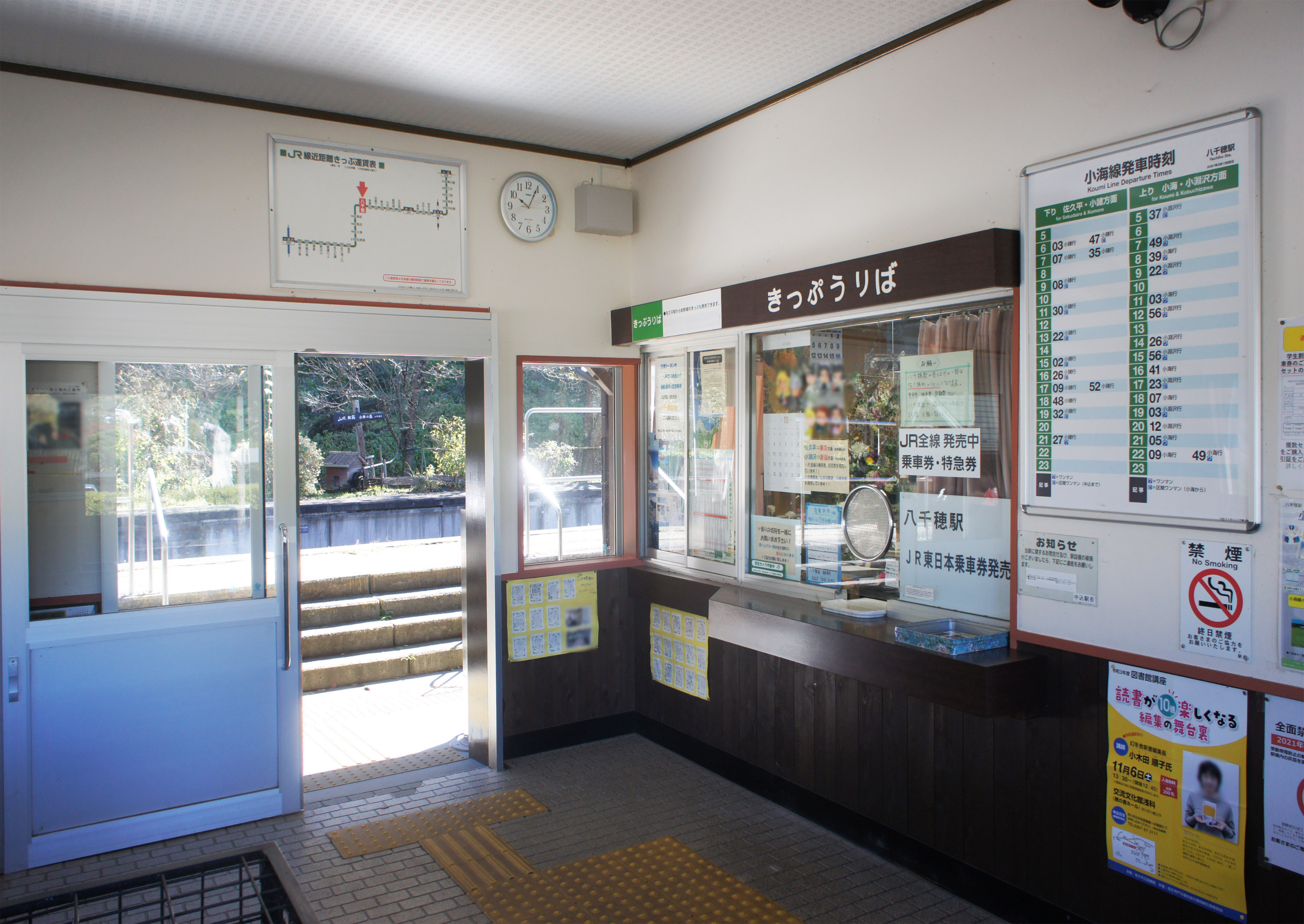
改札口（2021年10月）
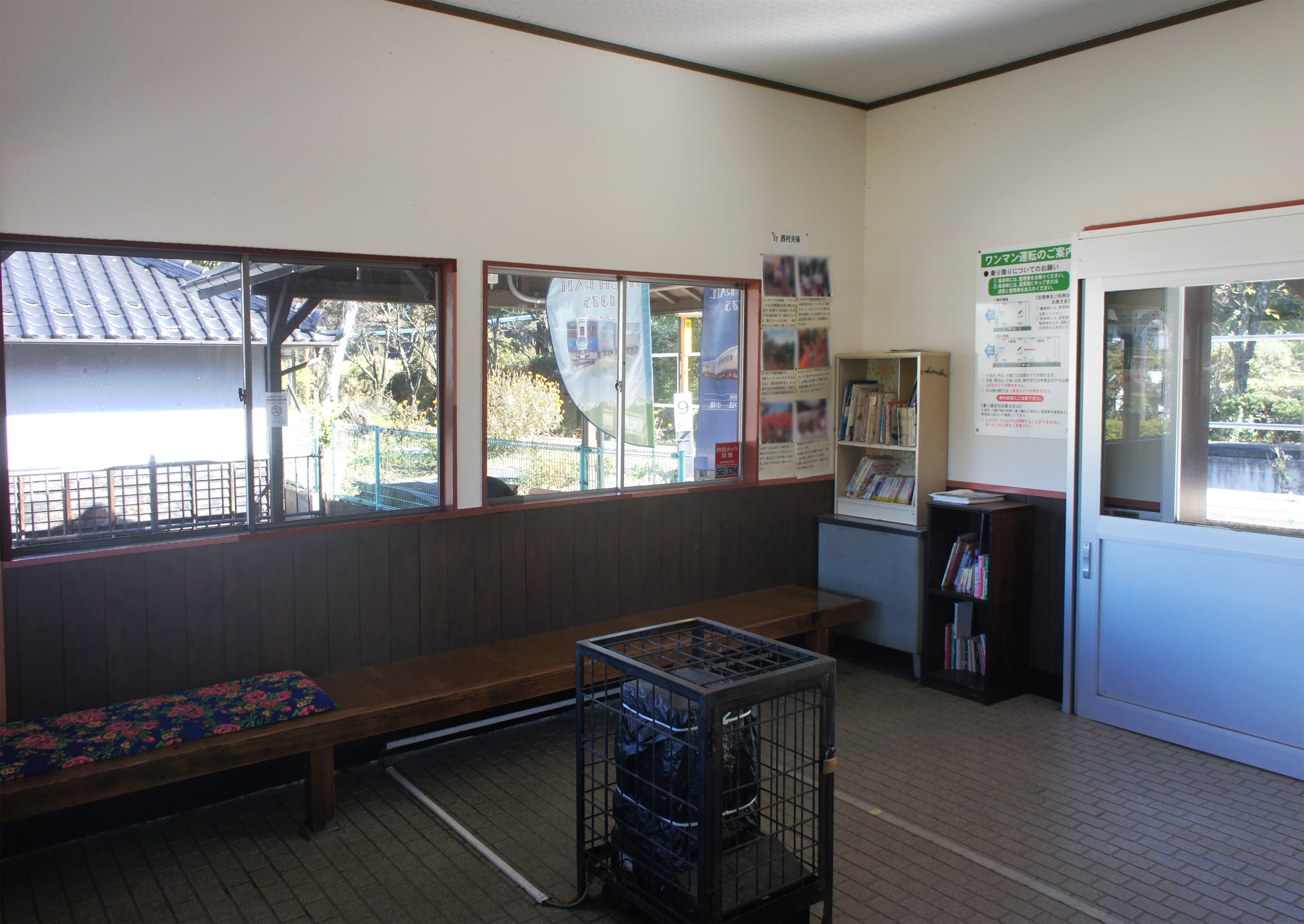
待合室（2021年10月）
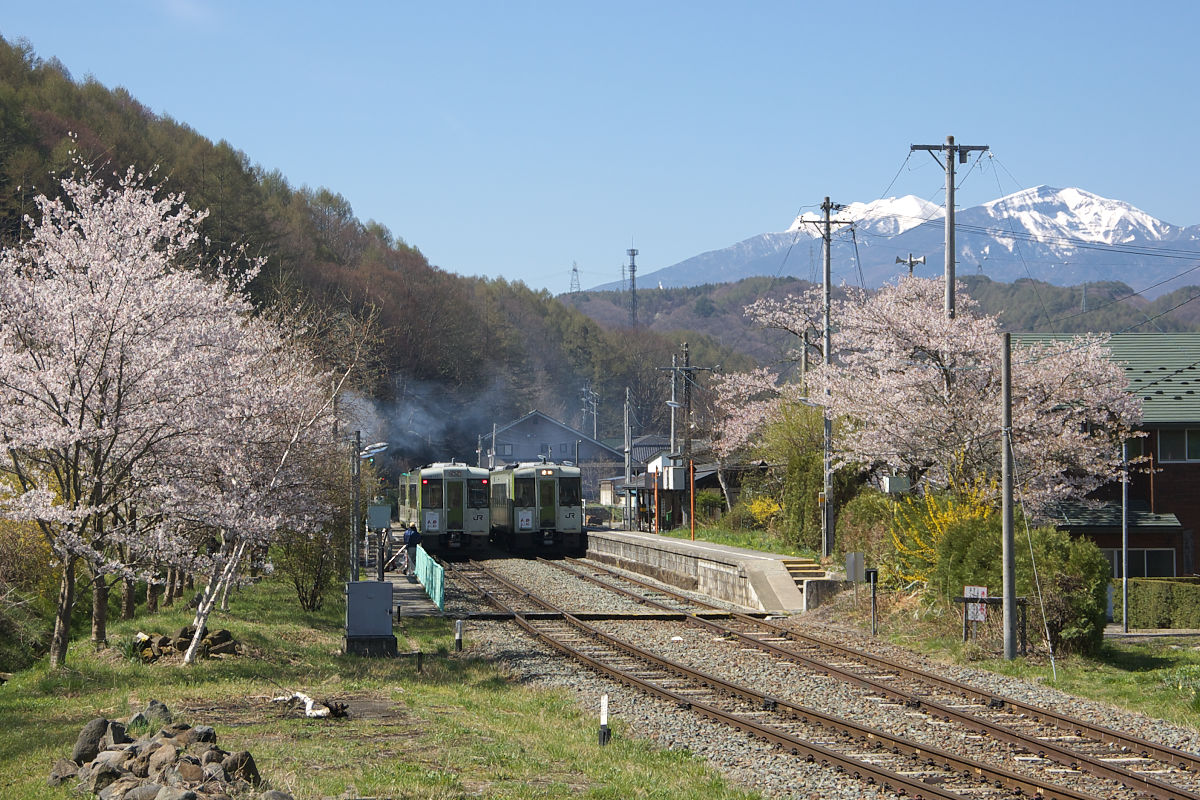
2面2線時代のホーム（2007年4月）
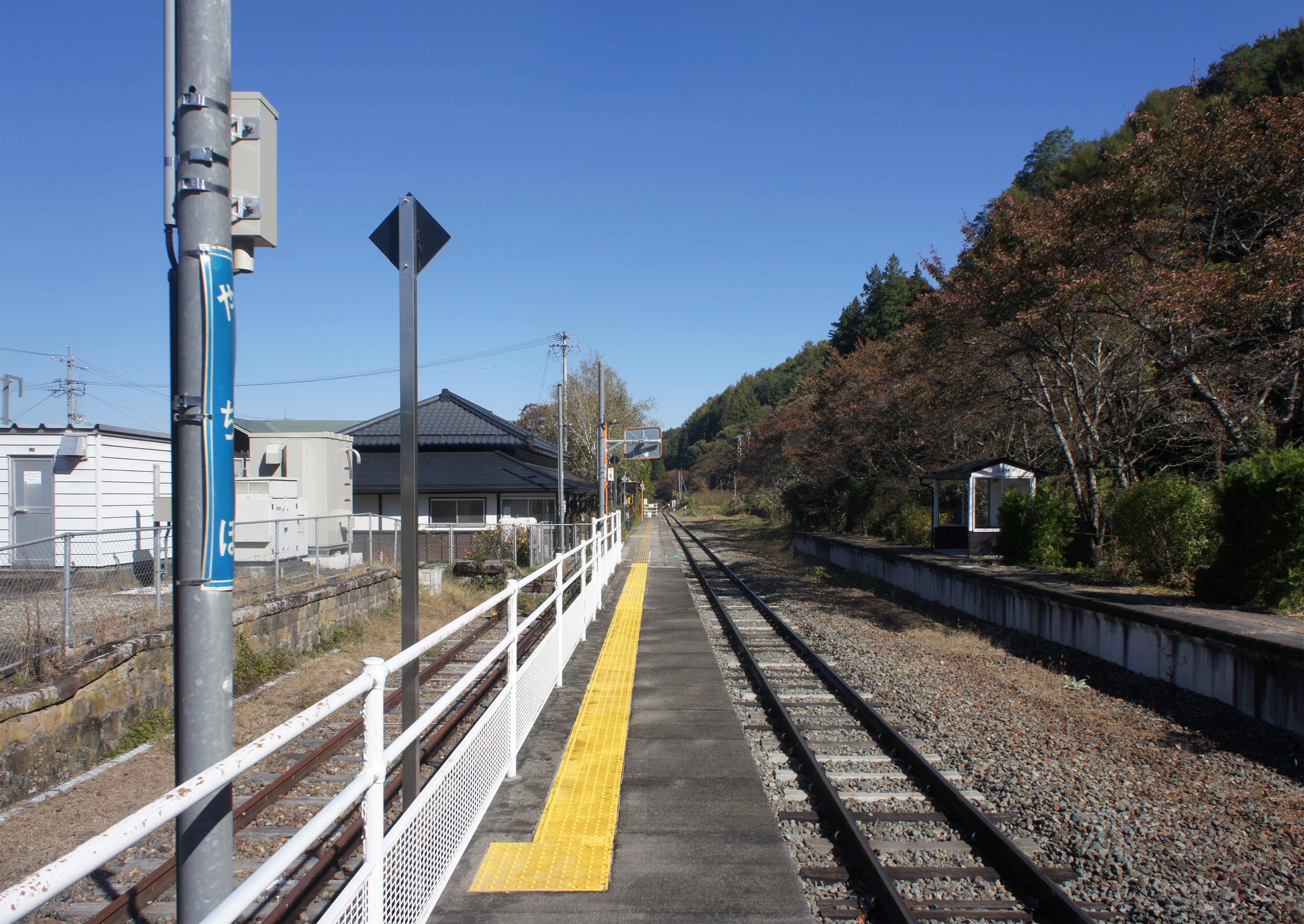
ホーム（2021年10月）

## 利用状況
JR東日本によると、2023年度（令和5年度）の1日平均乗車人員は72人である。
2000年度（平成12年度）以降の推移は以下とおりである。
| 1日平均乗車人員推移 | 1日平均乗車人員推移 | 1日平均乗車人員推移 | 1日平均乗車人員推移 | 1日平均乗車人員推移 |
| 年度                | 定期外              | 定期                | 合計                | 出典                |
| ------------------- | ------------------- | ------------------- | ------------------- | ------------------- |
| 2000年（平成12年）  |                     |                     | 151                 | [ 利用客数 2 ]      |
| 2001年（平成13年）  |                     |                     | 157                 | [ 利用客数 3 ]      |
| 2002年（平成14年）  |                     |                     | 135                 | [ 利用客数 4 ]      |
| 2003年（平成15年）  |                     |                     | 127                 | [ 利用客数 5 ]      |
| 2004年（平成16年）  |                     |                     | 115                 | [ 利用客数 6 ]      |
| 2005年（平成17年）  |                     |                     | 125                 | [ 利用客数 7 ]      |
| 2006年（平成18年）  |                     |                     | 120                 | [ 利用客数 8 ]      |
| 2007年（平成19年）  |                     |                     | 131                 | [ 利用客数 9 ]      |
| 2008年（平成20年）  |                     |                     | 133                 | [ 利用客数 10 ]     |
| 2009年（平成21年）  |                     |                     | 129                 | [ 利用客数 11 ]     |
| 2010年（平成22年）  |                     |                     | 128                 | [ 利用客数 12 ]     |
| 2011年（平成23年）  |                     |                     | 136                 | [ 利用客数 13 ]     |
| 2012年（平成24年）  | 31                  | 98                  | 129                 | [ 利用客数 14 ]     |
| 2013年（平成25年）  | 31                  | 101                 | 133                 | [ 利用客数 15 ]     |
| 2014年（平成26年）  | 32                  | 83                  | 116                 | [ 利用客数 16 ]     |
| 2015年（平成27年）  | 32                  | 90                  | 123                 | [ 利用客数 17 ]     |
| 2016年（平成28年）  | 29                  | 80                  | 109                 | [ 利用客数 18 ]     |
| 2017年（平成29年）  | 28                  | 78                  | 106                 | [ 利用客数 19 ]     |
| 2018年（平成30年）  | 26                  | 71                  | 98                  | [ 利用客数 20 ]     |
| 2019年（令和元年）  | 22                  | 59                  | 82                  | [ 利用客数 21 ]     |
| 2020年（令和02年）  | 12                  | 51                  | 64                  | [ 利用客数 22 ]     |
| 2021年（令和03年）  | 13                  | 43                  | 56                  | [ 利用客数 23 ]     |
| 2022年（令和04年）  | 14                  | 58                  | 73                  | [ 利用客数 24 ]     |
| 2023年（令和05年）  | 16                  | 55                  | 72                  | [ 利用客数 1 ]      |

## 駅周辺
旧八千穂村の中心で、駅東側に旧村役場、小中学校などがある。駅の東側はすぐに千曲川の河岸段丘で、この高度差を利用して、駅南側には東京電力の穂積発電所がある。
- 佐久穂町役場八千穂庁舎[1]（旧・八千穂村役場）
- 奥村土牛記念美術館[1]
- 佐久穂町立八千穂中学校（平成27年3月末閉校）
- 佐久穂町立八千穂小学校（平成27年3月末閉校）
- 八千穂郵便局
- 千曲川
- 国道141号
- 黒澤酒造（清酒井筒長）
- 篠屋旅館
- 東京電力穂積発電所
- 千ケ日向総合グラウンド

### バス路線
千曲バス白駒線（佐久平駅 - 八千穂駅 - 麦草峠）が駅前に乗り入れる。運行は5 - 10月の土休日を中心とした季節運行（1日2往復、うち1往復は2008年〈平成20年〉より八千穂駅 - 麦草峠間）。

## 隣の駅
※臨時快速「HIGH RAIL 1375」の隣の停車駅については、「HIGH RAIL 1375」を参照のこと。
東日本旅客鉄道（JR東日本）
■小海線
高岩駅 - 八千穂駅 - 海瀬駅

### 記事本文
1. 1 2 3 4 5 6 7 8 9 10 11 12 13  信濃毎日新聞社出版部『長野県鉄道全駅 増補改訂版』信濃毎日新聞社、2011年7月24日、149頁。ISBN 9784784071647。
2. ↑  「軽便鉄道運輸開始」『官報』1919年3月18日（国立国会図書館デジタルコレクション）
3. ↑   矢部三雄編著『近代化遺産 国有林森林鉄道全データ 中部編』信濃毎日新聞社、2015年、90頁
4. ↑  中村勝実『佐久鉄道と小海線』櫟、1985年、172-176頁
5. ↑  大蔵省印刷局, ed (1934‐08-25). “鉄道省告示 第395号”. 官報 (国立国会図書館デジタルコレクション) (2296).
6. ↑  大蔵省印刷局, ed (1934‐08-25). “鉄道省告示 第396号”. 官報 (国立国会図書館デジタルコレクション) (2296).
7. 1 2  石野哲 編『停車場変遷大事典 国鉄・JR編 II』（初版）JTB、1998年10月1日、203頁。ISBN 978-4-533-02980-6。
8. ↑  「第6章 営業／7 営業体制の近代化」『長鉄局二十年史』日本国有鉄道長野鉄道管理局、1971年3月30日、347頁。
9. 1 2  長野鉄道管理局 編『写真でつづる長野鉄道管理局の歩み』長野鉄道管理局、1987年3月10日、347頁。
10. ↑  曽根悟（監修） 著、朝日新聞出版分冊百科編集部 編『週刊 歴史でめぐる鉄道全路線 国鉄・JR』 3号 飯田線・身延線・小海線、朝日新聞出版〈週刊朝日百科〉、2009年7月26日、27頁。
11. ↑  「ぐるっと信州駅めぐり（6） 八千穂駅 高原の“顔”づくり」『信濃毎日新聞』信濃毎日新聞社、1996年11月17日、朝刊、27面。
12. ↑  『小海線への無線式列車制御システムの導入決定のお知らせ』（PDF）（プレスリリース）東日本旅客鉄道、2020年9月15日。オリジナルの2020年9月17日時点におけるアーカイブ。2020年9月17日閲覧。
13. ↑  『小海線への無線式列車制御システムの導入について』（PDF）（プレスリリース）東日本旅客鉄道、2020年3月10日。オリジナルの2020年3月10日時点におけるアーカイブ。2020年3月10日閲覧。
14. ↑  “JR東日本：駅構内図・バリアフリー情報（八千穂駅）”.   東日本旅客鉄道. 2025年6月3日閲覧。

### 利用状況
1. 1 2  各駅の乗車人員（2023年度） - JR東日本
2. ↑  各駅の乗車人員（2000年度） - JR東日本
3. ↑  各駅の乗車人員（2001年度） - JR東日本
4. ↑  各駅の乗車人員（2002年度） - JR東日本
5. ↑  各駅の乗車人員（2003年度） - JR東日本
6. ↑  各駅の乗車人員（2004年度） - JR東日本
7. ↑  各駅の乗車人員（2005年度） - JR東日本
8. ↑  各駅の乗車人員（2006年度） - JR東日本
9. ↑  各駅の乗車人員（2007年度） - JR東日本
10. ↑  各駅の乗車人員（2008年度） - JR東日本
11. ↑  各駅の乗車人員（2009年度） - JR東日本
12. ↑  各駅の乗車人員（2010年度） - JR東日本
13. ↑  各駅の乗車人員（2011年度） - JR東日本
14. ↑  各駅の乗車人員（2012年度） - JR東日本
15. ↑  各駅の乗車人員（2013年度） - JR東日本
16. ↑  各駅の乗車人員（2014年度） - JR東日本
17. ↑  各駅の乗車人員（2015年度） - JR東日本
18. ↑  各駅の乗車人員（2016年度） - JR東日本
19. ↑  各駅の乗車人員（2017年度） - JR東日本
20. ↑  各駅の乗車人員（2018年度） - JR東日本
21. ↑  各駅の乗車人員（2019年度） - JR東日本
22. ↑  各駅の乗車人員（2020年度） - JR東日本
23. ↑  各駅の乗車人員（2021年度） - JR東日本
24. ↑  各駅の乗車人員（2022年度） - JR東日本